# Japanse kampioenschappen schaatsen afstanden 2019 - 10.000 meter mannen
De 10.000 meter mannen op de Japanse kampioenschappen schaatsen afstanden 2019 werd gereden op zondag 28 oktober 2018 in het ijsstadion M-Wave in Nagano.

## Statistieken
| #      | Schaatser         | Tijd        |
| ------ | ----------------- | ----------- |
| Goud   | Ryosuke Tsuchiya  | 13.18,86 KR |
| Zilver | Takahiro Ito      | 13.31,22 PR |
| Brons  | Masahito Obayashi | 13.33,58    |
| 4      | Takuro Ogawa      | 13.36,74    |
| 5      | Riku Tsuchiya     | 13.43,81 PR |
| 6      | Motonaga Arito    | 14.03,71 PR |
| 7      | Keisuke Harada    | 14.13,31    |
| 8      | Koujiro Onodzuka  | 14.15,68    |
| 9      | Yasushi Hara      | 14.16,09    |

| Rit        | Baan   | Schaatser         | Tijd (rang)  |
| ---------- | ------ | ----------------- | ------------ |
| 1          | Binnen | Motonaga Arito    | 14.03,71 (6) |
| 1          | Buiten |                   |              |
| 2          | Binnen | Yasushi Hara      | 14.16,09 (9) |
| 2          | Buiten | Koujiro Onodzuka  | 14.15,68 (8) |
| Dweilpauze |        |                   |              |
| 3          | Binnen | Takuro Ogawa      | 13.36.74 (4) |
| 3          | Buiten | Keisuke Harada    | 14.13,31 (7) |
| 4          | Binnen | Ryosuke Tsuchiya  | 13.18,86 (1) |
| 4          | Buiten | Masahito Obayashi | 13.33,58 (3) |
| Dweilpauze |        |                   |              |
| 5          | Binnen | Takahiro Ito      | 13.31,22 (2) |
| 5          | Buiten | Riku Tsuchiya     | 13.43,81 (5) |

## Wereldbekerkwalificatie
De volgende rijders hebben zich gekwalificeerd voor de wereldbekers:
| #      | Schaatser        | 1. Obihiro          | 2. Tomakomai        | 3. Tomaszów Mazowiecki | 4. Heerenveen       |
| ------ | ---------------- | ------------------- | ------------------- | ---------------------- | ------------------- |
| 1      | Seitaro Ichinohe | 10 km niet verreden | 10 km niet verreden | X                      | 10 km niet verreden |
| 2      | Ryosuke Tsuchiya | 10 km niet verreden | 10 km niet verreden | X                      | 10 km niet verreden |
| 3      | Takahiro Ito     | 10 km niet verreden | 10 km niet verreden | X                      | 10 km niet verreden |
| Totaal | Totaal           |                     |                     | 3                      |                     |

## IJs- en klimaatcondities
|                  |         | Start   | Eind |
| ---------------- | ------- | ------- | ---- |
| Tijd             | 13:51   | 15:39   |      |
| Paar             | 1       | 5       |      |
| Luchttemperatuur | 15,3°C  | 15,4°C  |      |
| IJstemperatuur   | -3,9°C  | -3,7°C  |      |
| Luchtvochtigheid | 61%     | 59%     |      |
| Luchtdruk        | 968 hPa | 968 hPa |      |